# Sincik
Sincik ist eine Stadt und zugleich ein Landkreis in der türkischen Provinz Adıyaman in Südostanatolien. Die Stadt Sincik beherbergt über ein Drittel der Landkreisbevölkerung und gliedert sich in sieben Mahalle. 
Der Landkreis Sincik liegt im Nordosten der Provinz und grenzt an die Provinz Malatya. Neben der Kreisstadt gehören noch die Kleinstadt (Belediye) İnlice (1907 Einw.) und 24 Dörfer (Köy) mit durchschnittlich 363 Einwohnern zum Kreis. Çamdere (1698 Einw.) ist das einzige Dorf mit mehr als 1000 Einwohnern, sechs weitere haben mehr als der Durchschnitt Einwohner. Die Bevölkerungsdichte ist die drittniedrigste in der Provinz, der städtische Bevölkerungsanteil liegt bei knapp 46 Prozent.

## Söhne und Töchter der Stadt
- Muhammed Akarslan (* 1995), Fußballspieler